# Danziger Neueste Nachrichten
Die Danziger Neueste Nachrichten (DNN) waren die auflagenstärkste Tageszeitung in Danzig. Sie erschien von 1894 bis 1944.

## Geschichte

### Gründung und Aufstieg
Im Jahre 1894 gründete Gustav Fuchs den Verlag Fuchs & Cie. als Kommanditgesellschaft, der seitdem die Danziger Neuesten Nachrichten herausgab. Dieser befand sich in einem größeren Gebäudekomplex in der Breitgasse. Fuchs ließ in den ersten Wochen die Zeitung kostenlos an die Danziger verteilen, was wahrscheinlich mit dazu beitrug, dass sie bald die auflagenstärkste der Stadt war. Der Preis blieb auch danach niedrig. Die Zeitung waren liberal eingestellt, mit einer deutschnationalen Ausrichtung.

### Vertrieb und Inhalt
Die Danziger Neuesten Nachrichten erschienen an jedem Wochentag jeweils nachmittags, mit einem Umfang von 16 Seiten. Es gab Beilagen Volkstum und Heimat, Der Artushof, Unser Kind, Reisen und Wandern, Auto und Motor und Der Danziger Landwirt. Geboten wurden auch Informationen zu Film und Rundfunk.
Vertrieben wurde die Zeitung in Danzig und in der Umgebung, nach 1920 auch in der benachbarten polnischen Woiwodschaft Pommerellen, in Posen und den angrenzenden deutschen Provinzen, sowie in einigen der baltischen Staaten. 

### Weitere Entwicklung
1929 übernahm der Sohn Hans Fuchs die Verlagsleitung nach dem Tod des Vaters. In den frühen 1930er Jahren überlebte die Zeitung das Zeitungssterben der wichtigsten Konkurrenten (Danziger Zeitung, Danziger Allgemeine Zeitung, später auch der Danziger Volksstimme).
Um 1935 gingen die Rechte auf einen Verlag von Max Amann über, der dem nationalsozialistischen Franz-Eher-Verlag zugeordnet war und dann eine ähnliche Ausrichtung verfolgte. 1937 erreichte die Zeitung eine Auflage von 35.000 Stück.
Am 1. September 1944 kamen die Danziger Neuesten Nachrichten durch Verfügung zunächst „zum Erliegen“. Am 9. März 1945 erschien die letzte Ausgabe.

## Persönlichkeiten
Leiter der Zeitung
- Gustav Fuchs, Gründer und Verleger bis 1929
- Hans Fuchs, dessen Sohn, Verleger 1929 bis 1935

1937
- Verlagsleiter: Oscar Bechtle
- Hauptschriftleiter
  - Allgemeine Politik und Ostfragen: Friedrich von Wilpert
  - Freistaatpolitik: Albert Brödersdorff
  - Lokales (allgemein): Curt von Maibom
  - Lokales (Freistadt und Gerichtsfälle): Ernst Czelusta
  - Handel: Hellmuth Craetzer
  - Provinz (allgemein) und Polen: Fritz Jaenicke
  - Feuilleton: Heinz Rode
  - Sport: Erich Rhode
- Ständige Mitarbeiter bzw. Kritiker
  - Schauspiel: Albert Brödersdorff, Heinz Rode (Schauspiel). Heinz Hess (Oper)
- Korrespondenten
  - Berlin: Paul Versen, SW 68, Zimmerstr. 77
  - Genf: Hugo Schmidt
  - London: Wilhelm Arntz
  - Paris: Hans-Erich Haack
  - Prag: Max Bergemann
  - Rom: Heinz Holldack
  - Warschau: Ewald Kulschewski
  - Tokio: Arvid Balk[4]
  - Kairo: Paul Schmitz[5]

## Digitalisate
In der Deutschen Staatsbibliothek zu Berlin sind die meisten Ausgaben auf Mikrofilm einsehbar.
Digitale Ausgaben gibt es bisher nur
- 1896
- 1897
- 1898
- 1900
- 1901
- 1902